# Kreuzpullach
Kreuzpullach ist ein Gemeindeteil von Oberhaching im oberbayerischen Landkreis München.

## Lage
Das Kirchdorf liegt circa einen Kilometer nördlich von Oberbiberg und ist über die Staatsstraße 2368 zu erreichen. Der Ort liegt östlich des tief eingeschnittenen Gleißentals in einer Rodungsinsel. Im Wald nordöstlich des Dorfs liegen Hügelgräber vorgeschichtlicher Zeitstellung und eine Viereckschanze der späten Latènezeit.

## Geschichte
Kreuzpullach wurde im Jahr 778 erstmals urkundlich genannt.
Kirche, Friedhof und das daneben stehende Schlösschen (ehemaliges Benefiziatenhaus) prägen zusammen mit den drei großen Bauernhöfen das markante Ortsbild von Kreuzpullach. Die Bauernhöfe werden überwiegend nicht landwirtschaftlich genutzt, sie beherbergen Gewerbebetriebe.
Bei der Gemeindebildung nach dem Gemeindeedikt von 1808 kam Kreuzpullach zu der Gemeinde Oberbiberg. Mit dieser wurde es am 1. Mai 1978 nach Oberhaching eingemeindet.

## Baudenkmäler
- Katholische Wallfahrtskirche Heilig Kreuz
- Schlösschen
- Wegkapelle St. Georg